# Aigialoúsa
Aigialoúsa är en ort i Cypern.   Den ligger i distriktet Eparchía Ammochóstou, i den nordöstra delen av landet, 80 km nordost om huvudstaden Nicosia. Aigialoúsa ligger 120 meter över havet och antalet invånare är 1 774. Den ligger på ön Cypern.
Terrängen runt Aigialoúsa är platt åt nordväst, men åt sydost är den kuperad. Havet är nära Aigialoúsa åt nordväst.  Närmaste större samhälle är Rizokárpaso, 18,5 km öster om Aigialoúsa. Trakten runt Aigialoúsa består till största delen av jordbruksmark.